# Cotter Island
Cotter Island är en ö i Kanada.   Den ligger i territoriet Nunavut, i den östra delen av landet, 1 400 km norr om huvudstaden Ottawa. Arean är 5,2 kvadratkilometer.
Terrängen på Cotter Island är platt. Öns högsta punkt är 64 meter över havet. Den sträcker sig 4,5 kilometer i nord-sydlig riktning, och 2,9 kilometer i öst-västlig riktning.